# Maison capétienne de Bourgogne
Pour les articles homonymes, voir Maison de Bourgogne.
La maison capétienne de Bourgogne est une lignée cadette des rois de France capétiens, issue de Robert Ier de Bourgogne (1011-1076), qui reçut le duché de Bourgogne de son frère aîné Henri Ier de France en 1032, après l'accession au trône de ce dernier en 1031, à la mort de leur père Robert le Pieux. Cette date coïncide avec celle du décès sans postérité du dernier roi de Bourgogne issu des Welfs, Rodolphe III de Bourgogne, mais il ne faut pas confondre : les rois de Bourgogne ne sont pas les ducs de Bourgogne.
Cette pratique annonçait les apanages qui se développeront au XIIIe siècle en faveur des frères et des fils du roi de France Louis IX (1226-1270).

## Branches
La branche aînée des ducs de Bourgogne s'éteignit en 1361 avec la mort sans postérité de Philippe de Rouvres.
La maison capétienne de Bourgogne forma cependant plusieurs branches cadettes :
- la branche de Montagu, fondée par Alexandre de Bourgogne (1170-1205), seigneur de Montagu. Cette branche s'éteignit en 1471.
- le rameau du Viennois, fondé par Guigues VI de Viennois (1184-1237), frère du précédent, dauphin du Viennois par héritage de sa mère Béatrice d'Albon. Ce rameau s'éteignit en 1282 dans la famille de La Tour du Pin.
- la maison de Bourgogne au Portugal, issue d'Henri de Bourgogne (comte de Portugal) (1066-1112), dont la postérité légitime s'éteignit en 1383, mais qui a formé plusieurs branches illégitimes, dont l'une légitimée a continué à régner sur le Portugal après 1383 (maisons d'Aviz puis de Bragance) et est aujourd'hui subsistante (ducs de Bragance et branches).

## Seconde maison capétienne de Bourgogne
Le duché de Bourgogne fut rattaché à la couronne de France en 1361, puis fut attribué en 1363 par le roi de France Jean II le Bon, issu de la branche capétienne de Valois et dont la mère était Jeanne de Bourgogne (fille du duc Robert II), à son fils puîné Philippe le Hardi (1342-1404), qui fut ainsi l'auteur de la seconde maison capétienne de Bourgogne.
Cette branche s'éteignit en 1477 avec la mort sans postérité masculine du dernier duc de Bourgogne Charles le Téméraire. Sa fille Marie de Bourgogne épousa l'empereur Maximilien et fut la grand-mère de Charles Quint.

## Généalogie
```
Robert II de France
 
le Pieux
 (972-1031)
[
1
]

x 3) 
Constance d'Arles

│
├─>
Henri 
I
er
 de France
 (1008-1060)
│  x 
Anne de Kiev

│  │
│  └─> 
Généalogie des Capétiens directs

│  
└3>
Robert 
I
er
 (1011-1076)
[
2
]
, duc de Bourgogne
   X 1) Hélie de 
Semur

   X 2) 
Ermengarde-Blanche
 d'Anjou-Gâtinais fille de 
Foulque Nerra

   │
   ├1>Hugues (1034-1060)
[
2
]

   │
   ├1>
Henri
 (1035-1066)
[
2
]

   │  X sans doute Sibylle 
de Barcelone
 fille de 
Bérenger-Raimond Ier

   │  │
   │  ├─>
Hugues 
I
er
 (1057-1093)
[
2
]
, duc de Bourgogne - abdique 1079
   │  │  X Yolande de Nevers ? 
   │  │
   │  ├─>
Eudes 
I
er
 (1058/1060-1103)
[
3
]
, duc de Bourgogne
   │  │  X Sibylle 
de Bourgogne
 fille de 
Guillaume

   │  │  │
   │  │  ├─>
Hélène
 ou Hélie (1080-1142)
[
3
]

   │  │  │  X 1) 
Bertrand de Toulouse
 († 1112), d'où la suite des 
comtes de Tripoli

   │  │  │  X 2) 
Guillaume III Talvas
, 
comte d'Alençon
 et 
de Ponthieu
, d'où la suite des comtes de Ponthieu et des comtes 
   │  │  │       d'Alençon
   │  │  ├─>
Florine
 (1083-1097)
[
3
]

   │  │  │  X 
Sven
 († 1097), prince danois
   │  │  │
   │  │  ├─>
Hugues II
 (1084-1143)
[
4
]
 
le Pacifique
, duc de Bourgogne
   │  │  │  X Mathilde 
de Mayenne
 fille de Gautier IV ? ou plutôt Mathilde 
de Turenne
 fille de Boson Ier 
   │  │  │  │
   │  │  │  ├─>Clémence (1117-)
[
4
]

   │  │  │  │  X Geoffroy III de 
Donzy
 († 1187 ; père d'
Hervé IV
 par une autre union) 
   │  │  │  │
   │  │  │  ├─>Angeline ou Aline (1118-apr.1167)
[
4
]

   │  │  │  │  X 
Hugues 
I
er
 de Vaudémont
 († 1155)
   │  │  │  │
   │  │  │  ├─>
Eudes II
 (1118-1162)
[
5
]
, duc de Bourgogne
   │  │  │  │  X Marie 
de Blois
-
Champagne
 fille de 
Thibaut IV
 
   │  │  │  │  │
   │  │  │  │  ├─>Alix (1146-1192)
[
5
]

   │  │  │  │  │  X 
Archambaud de Bourbon
, d'où leur petit-fils 
Archambaud VIII
 et la suite des 
sires de Bourbon
 
   │  │  │  │  │
   │  │  │  │  ├─>
Hugues III
 (1148-1192)
[
6
]
, duc de Bourgogne
   │  │  │  │  │  X 1) 
Alix de Lorraine
 (1145-1200)
   │  │  │  │  │  X 2) 
Béatrice d'Albon
 (1161-1228)
   │  │  │  │  │  │
   │  │  │  │  │  ├1>
Eudes III
 (1166-1218)
[
7
]
, duc de Bourgogne
   │  │  │  │  │  │  X 1)
Mathilde
 ou Thérèse de Portugal (1157-1218)
   │  │  │  │  │  │  X 2)
Alix de Vergy
 (1170-1252)
   │  │  │  │  │  │  │
   │  │  │  │  │  │  ├─>Jeanne (1200/1210-1223)
[
7
]

   │  │  │  │  │  │  │  X 
Raoul II de Lusignan
 († 1246), 
comte d’Eu

   │  │  │  │  │  │  │
   │  │  │  │  │  │  ├─>Alix de Bourgogne (1204-1266)
   │  │  │  │  │  │  │  X 
Robert Ier Dauphin
, 
comte de Clermont
 († 1262)
   │  │  │  │  │  │  │
   │  │  │  │  │  │  ├─>
Hugues IV
 (1213-1272)
[
8
]
,
[
9
]
, duc de Bourgogne
   │  │  │  │  │  │  │  X 1) 
Yolande de Dreux (1212-1248)

   │  │  │  │  │  │  │  X 2) Béatrice de Champagne (1242-1295) fille de 
Thibaud Ier
 
de Navarre

   │  │  │  │  │  │  │  │
   │  │  │  │  │  │  │  ├1>
Eudes de Bourgogne (1230-1269)
[
8
]
, par sa femme : 
comte de Nevers
, 
d'Auxerre
 et 
de Tonnerre

   │  │  │  │  │  │  │  │  X Mathilde 
de Bourbon-
Dampierre
 (1234-1262) fille d'
Archambaud IX

   │  │  │  │  │  │  │  │  │
   │  │  │  │  │  │  │  │  ├─>
Yolande
 (1247-1280), comtesse de Nevers
   │  │  │  │  │  │  │  │  │  X 1) 
Jean de France (1250-1270)

   │  │  │  │  │  │  │  │  │  X 2) 
Robert III de Flandre
, d'où la suite des comtes de Flandre et des comtes de 
Nevers
 
   │  │  │  │  │  │  │  │  │
   │  │  │  │  │  │  │  │  ├─>
Marguerite
 (1249-1308), comtesse de Tonnerre
   │  │  │  │  │  │  │  │  │  x 
Charles 
I
er
 de Sicile

   │  │  │  │  │  │  │  │  │
   │  │  │  │  │  │  │  │  └─>
Alix
 (1254-1290), comtesse d'Auxerre
   │  │  │  │  │  │  │  │     x 
Jean 
I
er
 de Chalon
 († 1309) fils de 
Jean le Sage
, d'où la suite des comtes d'
Auxerre
 et de
   │  │  │  │  │  │  │  │       
Tonnerre
  
   │  │  │  │  │  │  │  ├1>
Jean de Bourgogne (1231-1267)
, 
sire de Bourbon
[
8
]

   │  │  │  │  │  │  │  │  X Agnès de Dampierre, 
dame de Bourbon
, sœur cadette de Mathilde de Dampierre ci-dessus
   │  │  │  │  │  │  │  │  │
   │  │  │  │  │  │  │  │  └─>
Béatrice de Bourgogne (1257-1310)
, dame de 
Bourbon

   │  │  │  │  │  │  │  │     x 
Robert de Clermont
, dernier fils de 
St Louis
, d'où la 
Maison capétienne de Bourbon

   │  │  │  │  │  │  │  │
   │  │  │  │  │  │  │  ├1>
Adélaïde
 (1233-1273)
[
8
]

   │  │  │  │  │  │  │  │  X 
Henry III
 
duc de Brabant
, d'où la suite des ducs de Brabant
   │  │  │  │  │  │  │  │
   │  │  │  │  │  │  │  ├1>
Marguerite
 († 1277)
[
8
]

   │  │  │  │  │  │  │  │  X 1) Guillaume III de 
Mont-St-Jean
 († 1256)
   │  │  │  │  │  │  │  │  X 2) 
Guy VI
 
de Limoges
 († 1263), d'où la suite des vicomtes de 
Limoges

   │  │  │  │  │  │  │  │
   │  │  │  │  │  │  │  ├1>
Robert II
 (1248-1306), duc de Bourgogne
   │  │  │  │  │  │  │  │  X 
Agnès de France (1260-1325)

   │  │  │  │  │  │  │  │  │
   │  │  │  │  │  │  │  │  ├─>Jean (1279-1283)
   │  │  │  │  │  │  │  │  │
   │  │  │  │  │  │  │  │  ├─>Marguerite (1285-jeune)
   │  │  │  │  │  │  │  │  │
   │  │  │  │  │  │  │  │  ├─>
Blanche de Bourgogne (1288-1348)

   │  │  │  │  │  │  │  │  │  X 
Édouard 
I
er
 
de Savoie

   │  │  │  │  │  │  │  │  │
   │  │  │  │  │  │  │  │  ├─>
Marguerite de Bourgogne (1290-1315)

   │  │  │  │  │  │  │  │  │  X 
Louis X de France
, d'où 
Jeanne II
 
de Navarre
 et la suite des 
rois de Navarre

   │  │  │  │  │  │  │  │  │
   │  │  │  │  │  │  │  │  ├─>
Jeanne de Bourgogne (v. 1293-1349)

   │  │  │  │  │  │  │  │  │  X 
Philippe VI de France
, d'où 
Jean le Bon
 et la suite des 
ducs de Bourgogne
 (
Maison de Valois
, 
   │  │  │  │  │  │  │  │  │    duc 
Philippe II
)
   │  │  │  │  │  │  │  │  ├─>
Hugues V
 (1294-1315), duc de Bourgogne
   │  │  │  │  │  │  │  │  │
   │  │  │  │  │  │  │  │  ├─>
Eudes IV
 (1295-1349), duc de Bourgogne
   │  │  │  │  │  │  │  │  │  X 
Jeanne de France
 
comtesse de Bourgogne
 et 
d'Artois
, fille du roi 
Philippe V

   │  │  │  │  │  │  │  │  │  │
   │  │  │  │  │  │  │  │  │  ├─>un fils (1322-1322)
   │  │  │  │  │  │  │  │  │  │
   │  │  │  │  │  │  │  │  │  ├─>
Philippe Monsieur
 (1323-1346)
   │  │  │  │  │  │  │  │  │  │  X 
Jeanne 
I
re
 
comtesse d'Auvergne
 et 
de Boulogne
, ensuite femme du roi Jean le Bon
   │  │  │  │  │  │  │  │  │  │  │
   │  │  │  │  │  │  │  │  │  │  ├─>Jeanne (1344-1360)
   │  │  │  │  │  │  │  │  │  │  │
   │  │  │  │  │  │  │  │  │  │  ├─>Marguerite (1345-jeune)
   │  │  │  │  │  │  │  │  │  │  │
   │  │  │  │  │  │  │  │  │  │  └─>
Philippe 
I
er
 de Rouvres
 (1346-1361), duc de Bourgogne, comte de Bourgogne, d'Artois, de
   │  │  │  │  │  │  │  │  │  │     Boulogne et d'Auvergne ; X 
Marguerite III de Flandre
, ensuite remariée au duc 
Philippe II
 
   │  │  │  │  │  │  │  │  │  │
   │  │  │  │  │  │  │  │  │  ├─>Jean (1325-1328)
   │  │  │  │  │  │  │  │  │  │
   │  │  │  │  │  │  │  │  │  ├─>un fils (1327-jeune)
   │  │  │  │  │  │  │  │  │  │
   │  │  │  │  │  │  │  │  │  ├─>un fils (1330-jeune)
   │  │  │  │  │  │  │  │  │  │
   │  │  │  │  │  │  │  │  │  └─>un fils (1335-jeune)
   │  │  │  │  │  │  │  │  │
   │  │  │  │  │  │  │  │  ├─>
Marie de Bourgogne (1298-)

   │  │  │  │  │  │  │  │  │  X 
Édouard 
I
er
 
comte de Bar
, d'où la suite des comtes puis ducs de 
Bar

   │  │  │  │  │  │  │  │  │
   │  │  │  │  │  │  │  │  ├─>
Louis de Bourgogne
 (1297-1316), 
roi titulaire de Thessalonique
, 
prince d'Achaïe
 par sa femme, 
   │  │  │  │  │  │  │  │  │  X 
Mathilde de Hainaut
 
   │  │  │  │  │  │  │  │  │
   │  │  │  │  │  │  │  │  └─>Robert de Bourgogne (1302-1334)
   │  │  │  │  │  │  │  │     X 
Jeanne de Chalon
, comtesse de Tonnerre
   │  │  │  │  │  │  │  │
   │  │  │  │  │  │  │  ├2>
Béatrice de Bourgogne (1260-1328)

   │  │  │  │  │  │  │  │  X 
Hugues XIII de Lusignan
, 
comte de la Marche
 et 
d'Angoulême
 (1259-1310)
   │  │  │  │  │  │  │  │
   │  │  │  │  │  │  │  ├2>Hugues (1260-1288), seigneur de 
Montréal
 et vicomte d’
Avallon

   │  │  │  │  │  │  │  │  X Marguerite de Chalon († 1328) dame de Montréal par son mariage, fille de 
Jean le Sage

   │  │  │  │  │  │  │  │  │
   │  │  │  │  │  │  │  │  ├─>Béatrice (1281-1291), dame de Montréal
   │  │  │  │  │  │  │  │  │
   │  │  │  │  │  │  │  │  └─>un fils (1284-jeune)
   │  │  │  │  │  │  │  │
   │  │  │  │  │  │  │  ├2>Marguerite († 1300) dame de 
Vitteaux

   │  │  │  │  │  │  │  │  X 
Jean I de Chalon
, seigneur 
d'Arlay
 (1259-1316), d'où la suite de la 
Maison de Chalon-Arlay

   │  │  │  │  │  │  │  │
   │  │  │  │  │  │  │  ├2>Jeanne, nonne († 1295)
   │  │  │  │  │  │  │  │
   │  │  │  │  │  │  │  └2>
Isabelle
, (1270-1323)
   │  │  │  │  │  │  │     X 1) 
Rodolphe 
I
er
 de Habsbourg
 (1218-1291), 
roi des Romains
 
   │  │  │  │  │  │  │     X 2) Pierre 
de Chambly
, seigneur de 
Neauphle

   │  │  │  │  │  │  │
   │  │  │  │  │  │  └─>Béatrix (1216-)
[
7
]

   │  │  │  │  │  │     X Humbert III 
de Thoire
 († 
1279
[
réf.
 
souhaitée
]
/1301
[
7
]
,
[
10
]
), seigneur de Thoire et 
Villars en Bresse
,
   │  │  │  │  │  │       d'où postérité
   │  │  │  │  │  │  
Rameau de 
Montagu

   │  │  │  │  │  ├1>Alexandre (1172/78-1205)
[
6
]
,
[
11
]
, seigneur de Montagu
   │  │  │  │  │  │  X Béatrice de 
Rion
 († 12 jan apr. 1236)
[
11
]
, fille de Girard de Rion, dame de 
Gergy
, 
Montaigu
, 
Givry
, 
   │  │  │  │  │  │  │ 
Chagny
, 
Sassenay

   │  │  │  │  │  │  ├─>Eudes 
I
er
 (Oudard, Edouard) (1196/1200-septembre 1244/1249), seigneur de Montagu
[
11
]

   │  │  │  │  │  │  │  X Elisabeth de Courtenay fille de 
Pierre II
 
   │  │  │  │  │  │  │  │
   │  │  │  │  │  │  │  ├─>Alexandre II (1221 ?-
août 1256
/
mars 1258
), seigneur de 
Bussy
[
11
]

   │  │  │  │  │  │  │  │  X Marguerite de 
Mont-Saint-Jean

   │  │  │  │  │  │  │  │
   │  │  │  │  │  │  │  ├─>Guillaume I (1222-1300), seigneur de Montagu
[
11
]

   │  │  │  │  │  │  │  │  X 1) Jacquette, dame de 
Sombernon
 
   │  │  │  │  │  │  │  │  X 2) Marie des Barres
   │  │  │  │  │  │  │  │  │
   │  │  │  │  │  │  │  │  ├1>Alexandre III (1250-1296), seigneur de Sombernon
   │  │  │  │  │  │  │  │  │  X 1) Agnès de 
Neuchâtel-Urtière
 fille de Richard
   │  │  │  │  │  │  │  │  │  X 2) Agnès de 
Noyers
 fille de Miles VII
   │  │  │  │  │  │  │  │  │  │
   │  │  │  │  │  │  │  │  │  ├2>Étienne I (1273-1315), seigneur de Sombernon
   │  │  │  │  │  │  │  │  │  │  X Marie 
de Bauffremont
, 
dame de Couches

   │  │  │  │  │  │  │  │  │  │  │
   │  │  │  │  │  │  │  │  │  │  ├─>Étienne II (1296-1339), seigneur de Sombernon
   │  │  │  │  │  │  │  │  │  │  │  X Jeanne de 
Verdun
, dame de Chevigny 
   │  │  │  │  │  │  │  │  │  │  │  │
   │  │  │  │  │  │  │  │  │  │  │  ├─>Guillaume II (1320-1350), seigneur de Sombernon
   │  │  │  │  │  │  │  │  │  │  │  │  X 1) N
   │  │  │  │  │  │  │  │  │  │  │  │  X 2) Laure 
de Cuiseaux
 de 
Bordeaux
 (un fief en Saône-et-Loire ?)
   │  │  │  │  │  │  │  │  │  │  │  │  │
   │  │  │  │  │  │  │  │  │  │  │  │  ├─>Jean (1341-1410), seigneur de Sombernon
   │  │  │  │  │  │  │  │  │  │  │  │  │  X Marie 
de Beaujeu
 dame de 
Luzy
, petite-fille de Guichard VI
   │  │  │  │  │  │  │  │  │  │  │  │  │  │
   │  │  │  │  │  │  │  │  │  │  │  │  │  ├─>Catherine (1365-ap.1431), dame de 
Sombernon
 et de 
Malain

   │  │  │  │  │  │  │  │  │  │  │  │  │  │  X 1) Guillaume de 
Faucogney
-
Villersexel
 († 1396), fils d'Henri
   │  │  │  │  │  │  │  │  │  │  │  │  │  │  X 2) Gérard, Sire de Ternier († 1418)
   │  │  │  │  │  │  │  │  │  │  │  │  │  │
   │  │  │  │  │  │  │  │  │  │  │  │  │  └─>Jeanne (1366-1426)
   │  │  │  │  │  │  │  │  │  │  │  │  │     X Guy de Rougemont
   │  │  │  │  │  │  │  │  │  │  │  │  │
   │  │  │  │  │  │  │  │  │  │  │  │  └─>Pierre (1343-1419), seigneur de 
Malain

   │  │  │  │  │  │  │  │  │  │  │  │     X Marguerite de Chappes
   │  │  │  │  │  │  │  │  │  │  │  │
   │  │  │  │  │  │  │  │  │  │  │  ├─>Pierre I (1322-), seigneur de Malain
   │  │  │  │  │  │  │  │  │  │  │  │  X Marguerite de 
Chappes
, fille de Dreux II de Chappes
   │  │  │  │  │  │  │  │  │  │  │  │  │
   │  │  │  │  │  │  │  │  │  │  │  │  ├─>Marie (1344-)
   │  │  │  │  │  │  │  │  │  │  │  │  │  X 1) Henri II de 
Sauvement
 de 
Balleure

   │  │  │  │  │  │  │  │  │  │  │  │  │  X 2) Guy de Boval, seigneur de Naveuse
   │  │  │  │  │  │  │  │  │  │  │  │  │
   │  │  │  │  │  │  │  │  │  │  │  │  └─>Étienne (1345-1367), prêtre
   │  │  │  │  │  │  │  │  │  │  │  │
   │  │  │  │  │  │  │  │  │  │  │  └─>Hugues (1324-ap.1359), moine
   │  │  │  │  │  │  │  │  │  │  │
   │  │  │  │  │  │  │  │  │  │  └─>Philibert I (1300-ap.1362), 
seigneur de Couches

   │  │  │  │  │  │  │  │  │  │     X Marie de Frolois
   │  │  │  │  │  │  │  │  │  │     │
   │  │  │  │  │  │  │  │  │  │     ├─>Hugues de Montagu (1325-), seigneur de Couches
   │  │  │  │  │  │  │  │  │  │     │  X 1) Jeanne de 
Seignelay
 dame de 
Saint-Péreuse

   │  │  │  │  │  │  │  │  │  │     │  X 2) Jeanne de Vaux 
   │  │  │  │  │  │  │  │  │  │     │  │
   │  │  │  │  │  │  │  │  │  │     │  ├1>Jean de Montagu, (1346-1382)
   │  │  │  │  │  │  │  │  │  │     │  │
   │  │  │  │  │  │  │  │  │  │     │  ├1>Philibert II (1348-1406), seigneur de Couches
   │  │  │  │  │  │  │  │  │  │     │  │  X 1) Marguerite de Seignelay
   │  │  │  │  │  │  │  │  │  │     │  │  X 2) Jeanne 
de Vienne
 dame de 
Longwy

   │  │  │  │  │  │  │  │  │  │     │  │  │
   │  │  │  │  │  │  │  │  │  │     │  │  ├2>Jean II (1380-ap.1435), seigneur de Couches et de Longwy
   │  │  │  │  │  │  │  │  │  │     │  │  │  X Isabelle de Mello dame de 
La Ferté-Chauderon
, fille de 
Guillaume IV
 
de Mello
 
d'Epoisses
, sire d'
Époisses
 et de 
Givry

   │  │  │  │  │  │  │  │  │  │     │  │  │  │ 
   │  │  │  │  │  │  │  │  │  │     │  │  │  ├─>Claude (1404-1471), seigneur de Couches, d'Époisses et de Longwy
   │  │  │  │  │  │  │  │  │  │     │  │  │  │  X Louise de 
La Tour d'Auvergne
 fille de 
Bertrand IV

   │  │  │  │  │  │  │  │  │  │     │  │  │  │  │
   │  │  │  │  │  │  │  │  │  │     │  │  │  │  └
i>
Jeanne 
   │  │  │  │  │  │  │  │  │  │     │  │  │  │     X Hugues de 
Rabutin
, 
seigneur d'Epiry
 et de Balon (ancêtres de 
Roger
)
   │  │  │  │  │  │  │  │  │  │     │  │  │  │
   │  │  │  │  │  │  │  │  │  │     │  │  │  └─>Philippine (1410-1462)
   │  │  │  │  │  │  │  │  │  │     │  │  │     X Louis 
de La Trémoille
 d'
Uchon
 et 
Bourbon-Lancy
, 
comte de Joigny
, sans postérité 
   │  │  │  │  │  │  │  │  │  │     │  │  │       
   │  │  │  │  │  │  │  │  │  │     │  │  ├2>Odot († 1406)
   │  │  │  │  │  │  │  │  │  │     │  │  │  X Marguerite de Sennecey
   │  │  │  │  │  │  │  │  │  │     │  │  │
   │  │  │  │  │  │  │  │  │  │     │  │  ├2>Odette 
   │  │  │  │  │  │  │  │  │  │     │  │  │  X Béraud II 
de Coligny
, 
seigneur de Cressia

   │  │  │  │  │  │  │  │  │  │     │  │  │
   │  │  │  │  │  │  │  │  │  │     │  │  ├2>Catherine (1383-)
   │  │  │  │  │  │  │  │  │  │     │  │  │  X Alexandre III de 
Blaizy
, d'où la suite des 
sires de Couches
 et de 
Longwy

   │  │  │  │  │  │  │  │  │  │     │  │  │
   │  │  │  │  │  │  │  │  │  │     │  │  ├2>Marie 
   │  │  │  │  │  │  │  │  │  │     │  │  │  X Jean I 
Damas
, seigneur de 
Villiers (-la-Grange)

   │  │  │  │  │  │  │  │  │  │     │  │  │
   │  │  │  │  │  │  │  │  │  │     │  │  └2>Philiberte 
   │  │  │  │  │  │  │  │  │  │     │  │     X Guillaume II, Sire d'
Etrabonne
 († 1453) : grands-parents de Catherine x Jacques  
   │  │  │  │  │  │  │  │  │  │     │  │       Ier 
d'Aumont
 (avec probablement des droits sur Couches et Montaigu)
   │  │  │  │  │  │  │  │  │  │     │  ├1>Jeanne (1350-ap.1400), abbesse de 
Crisenon

   │  │  │  │  │  │  │  │  │  │     │  │
   │  │  │  │  │  │  │  │  │  │     │  ├1>Hugues (1351-ap.1380)
   │  │  │  │  │  │  │  │  │  │     │  │
   │  │  │  │  │  │  │  │  │  │     │  └1>Alexandre († 1417), abbé de 
Flavigny

   │  │  │  │  │  │  │  │  │  │     │
   │  │  │  │  │  │  │  │  │  │     └─>Philiberte (1328-ap.1356)
   │  │  │  │  │  │  │  │  │  │        X Henri de Longwy seigneur de 
Rahon
 et de 
Gevry
 (cf. 
Neublans
) († 1396), d'où la suite   
   │  │  │  │  │  │  │  │  │  │          de la Maison de Longwy, plus tard seigneurs de 
Pagny

   │  │  │  │  │  │  │  │  │  ├2>Guillaume (1276-ap.1313)
   │  │  │  │  │  │  │  │  │  │
   │  │  │  │  │  │  │  │  │  ├2>Jeanne (1280-1316), abbesse d'Autun (à 
Saint-Andoche
 ?)
   │  │  │  │  │  │  │  │  │  │
   │  │  │  │  │  │  │  │  │  └2>Eudes (1290-1349), seigneur de 
Marigny-le-Cahouet

   │  │  │  │  │  │  │  │  │     X Jeanne de 
La Roche-Vanneau

   │  │  │  │  │  │  │  │  │     │
   │  │  │  │  │  │  │  │  │     ├─>Agnès (1330-)
   │  │  │  │  │  │  │  │  │     │  X Jean de 
Villars
, seigneur de 
Montelier
 et de 
Belvoir

   │  │  │  │  │  │  │  │  │     │
   │  │  │  │  │  │  │  │  │     ├─>Girard (1332-ap.1367), seigneur de 
Montoillot

   │  │  │  │  │  │  │  │  │     │  │
   │  │  │  │  │  │  │  │  │     │  ├─>Jean (1363-ap.1410), seigneur de 
Montoillot

   │  │  │  │  │  │  │  │  │     │  │  X Marguerite 
de Germolles

   │  │  │  │  │  │  │  │  │     │  │
   │  │  │  │  │  │  │  │  │     │  ├─>Oudot (1365-1400)
   │  │  │  │  │  │  │  │  │     │  │  X 1) Marguerite de Sennecey
   │  │  │  │  │  │  │  │  │     │  │  X 2) Jeanne de Mimeurs
   │  │  │  │  │  │  │  │  │     │  │
   │  │  │  │  │  │  │  │  │     │  └─>Agnès (1362-1367)
   │  │  │  │  │  │  │  │  │     │
   │  │  │  │  │  │  │  │  │     └─>Guillaume (1335-ap.1380), seigneur de Marigny
   │  │  │  │  │  │  │  │  │        X Jeanne de Dracy 
   │  │  │  │  │  │  │  │  │
   │  │  │  │  │  │  │  │  ├2>Oudard (Eudes II, Edouard) (1264-ap.1333), seigneur de Montagu
   │  │  │  │  │  │  │  │  │  X 1) Jeanne de Sainte-Croix, peut-être fille d'Henri II de 
Neublans
 
d'Antigny
 
de Sainte-Croix
 ?
   │  │  │  │  │  │  │  │  │  X 2) Jeanne de 
La Roche-du-Vanel

   │  │  │  │  │  │  │  │  │  │
   │  │  │  │  │  │  │  │  │  ├1>Jeanne (1301-ap.1375), dame de Villers-sur-Saône, de Savigny et de Beaumont
   │  │  │  │  │  │  │  │  │  │  X Rinaldo 
Orsini

   │  │  │  │  │  │  │  │  │  │
   │  │  │  │  │  │  │  │  │  ├1>Marguerite (1303-)
   │  │  │  │  │  │  │  │  │  │  X Giordano Orsini
   │  │  │  │  │  │  │  │  │  │
   │  │  │  │  │  │  │  │  │  ├1>Jeanne (1304-ap.1347), nonne à Chalon
   │  │  │  │  │  │  │  │  │  │
   │  │  │  │  │  │  │  │  │  ├1>Henri (1306-1349), seigneur de Montagu
   │  │  │  │  │  │  │  │  │  │  X Jeanne de Vienne, possible fille de Philippe II ou III de Vienne (sire de 
Lons
, 
Pymont
 ;  
   │  │  │  │  │  │  │  │  │  │  │ aussi de 
Ruffey
 et 
Montmorot
 par son 1er mariage) et d'Huguette 
d'Antigny
 
de Ste-Croix
 ?
   │  │  │  │  │  │  │  │  │  │  └─>Huguette (1330-1347)
   │  │  │  │  │  │  │  │  │  │
   │  │  │  │  │  │  │  │  │  ├1>Isabelle (1308-), dame de Leisot
   │  │  │  │  │  │  │  │  │  │  X Robert II 
de Damas
, vicomte de 
Chalon-sur-Saône
, d'où la suite des 
seigneurs de Montaigu
 en
   │  │  │  │  │  │  │  │  │  │    partie
   │  │  │  │  │  │  │  │  │  ├1>Oudard (1312-1340), moine à Reims
   │  │  │  │  │  │  │  │  │  │
   │  │  │  │  │  │  │  │  │  └1>Agnès de Montagu
   │  │  │  │  │  │  │  │  │     X 1) Jean de Villars
   │  │  │  │  │  │  │  │  │     X 2) Geoffroy II de 
Clermont-en-Viennois
 (future 
Maison de Clermont-Tonnerre
)
   │  │  │  │  │  │  │  │  │
   │  │  │  │  │  │  │  │  ├2>Alix (1266-ap.1332), dame de 
Saint-Maurice-en-Thizouailles

   │  │  │  │  │  │  │  │  │  X Guillaume de Joigny
   │  │  │  │  │  │  │  │  │
   │  │  │  │  │  │  │  │  └2>Agnès (1268-ap.1298)
   │  │  │  │  │  │  │  │
   │  │  │  │  │  │  │  ├─>une fille (1223-† jeune)
   │  │  │  │  │  │  │  │
   │  │  │  │  │  │  │  ├─>une fille (1225-† jeune)
   │  │  │  │  │  │  │  │
   │  │  │  │  │  │  │  ├─>Philippe (1227-ap.1277), seigneur de 
Chagny

   │  │  │  │  │  │  │  │  X 1) Flore, 
dame d'Antigny

   │  │  │  │  │  │  │  │  X 2) N
   │  │  │  │  │  │  │  │  │
   │  │  │  │  │  │  │  │  ├1>Jeanne (1257-ap.1290), dame d'Antigny
   │  │  │  │  │  │  │  │  │  X Dietrich (Thierry) de 
Montfaucon
-Mömpelgard (
Montbéliard
), petit-fils de 
Richard III
, d'où la  
   │  │  │  │  │  │  │  │  │    suite des 
sires d'Antigny
  
   │  │  │  │  │  │  │  │  ├2>Isabelle (1261-ap.1282)
   │  │  │  │  │  │  │  │  │
   │  │  │  │  │  │  │  │  ├2>Marguerite(1262-1328), dame de 
Gergy

   │  │  │  │  │  │  │  │  │  X Eudes de Frolois, seigneur de 
Molinot
 
   │  │  │  │  │  │  │  │  │
   │  │  │  │  │  │  │  │  └2>Alixant (1264-ap.1282)
   │  │  │  │  │  │  │  │
   │  │  │  │  │  │  │  ├─>Gaucher (1230-ap.1255), seigneur de 
Jambles

   │  │  │  │  │  │  │  │
   │  │  │  │  │  │  │  ├─>Eudes (1231-ap.1255), seigneur de 
Cortiambles

   │  │  │  │  │  │  │  │
   │  │  │  │  │  │  │  ├─>une fille (1229-† jeune)
   │  │  │  │  │  │  │  │
   │  │  │  │  │  │  │  └─>Marguerite (1232-ap.1255), dame de 
Villeneuve

   │  │  │  │  │  │  │     X Pierre de 
Palleau
 
   │  │  │  │  │  │  │
   │  │  │  │  │  │  ├─>une fille (1197-† jeune)
   │  │  │  │  │  │  │
   │  │  │  │  │  │  ├─>Alix (1198-ap.1265), abbesse à 
Pralon

   │  │  │  │  │  │  │
   │  │  │  │  │  │  ├─>une fille (1199-† jeune)
   │  │  │  │  │  │  │
   │  │  │  │  │  │  ├─>Alexandre (1201-1261), 
évêque de Chalon-sur-Saône

   │  │  │  │  │  │  │
   │  │  │  │  │  │  ├─>Girard (1203-ap.1222), seigneur de 
Gergy

   │  │  │  │  │  │  │  X Eschive 
de Montfaucon
-Mömpelgard (
Montbéliard
)-
Chypre
 fille de 
Gautier
 et petite-fille d'
Amédée II
 
   │  │  │  │  │  │  │
   │  │  │  │  │  │  └─>une fille (1205-jeune)
   │  │  │  │  │  │
   │  │  │  │  │  ├1>Marie (1175-apr.1219)
[
6
]

   │  │  │  │  │  │  X (1190 ou avant) Simon 
de Semur
 († 1219) seigneur de 
Luzy

   │  │  │  │  │  │
   │  │  │  │  │  ├1>Alix (1177 † )
[
6
]

   │  │  │  │  │  │  X Béraud VII, 
seigneur de Mercœur

   │  │  │  │  │  │
   │  │  │  │  │  │  
Rameau du Viennois

   │  │  │  │  │  ├2>
André Guigues VI
 (1184-1237), dauphin du Viennois
   │  │  │  │  │  │  X 1) 
Béatrice de Sabran

   │  │  │  │  │  │  X 2) 
Béatrice de Montferrat

   │  │  │  │  │  │  │
   │  │  │  │  │  │  ├1>Béatrice (1205-ap.1248)
[
12
]

   │  │  │  │  │  │  │  X 
Amaury VI de Montfort

   │  │  │  │  │  │  │
   │  │  │  │  │  │  ├1>Marguerite de Viennois (1203/07-1242)
[
12
]

   │  │  │  │  │  │  │
   │  │  │  │  │  │  ├2>
Guigues VII
 (1225-1270), dauphin de Viennois
   │  │  │  │  │  │  │  X 
Béatrice de Faucigny
 (1234-1310)(appelée aussi Béatrice de Savoie ; fille de 
Pierre II
)
   │  │  │  │  │  │  │  │
   │  │  │  │  │  │  │  ├─>
Jean Ier de Viennois
 (1264-1282), 
dauphin de Viennois

   │  │  │  │  │  │  │  │  X Bonne de Savoie fille d'
Amédée V

   │  │  │  │  │  │  │  │
   │  │  │  │  │  │  │  ├─>André (1267-ap.1270)
   │  │  │  │  │  │  │  │
   │  │  │  │  │  │  │  └─>Anne († 1301), dauphine de Viennois
   │  │  │  │  │  │  │     X 
Humbert de la Tour du Pin
, d'où la suite des 
Dauphins de Viennois

   │  │  │  │  │  │  │
   │  │  │  │  │  │  └2>Jean (1227-1239)
[
12
]

   │  │  │  │  │  │
   │  │  │  │  │  ├2>Mahaut (1190-1242)
   │  │  │  │  │  │  X 
Jean 
I
er
 de Chalon
, 
comte de Chalon
 puis régent de 
Bourgogne
, d'où la suite des 
comtes de Bourgogne

   │  │  │  │  │  │
   │  │  │  │  │  └2>Anne (1192-1243)
   │  │  │  │  │     X 
Amédée IV
 
de Savoie
 (1197-1253)
   │  │  │  │  │
   │  │  │  │  └─>Mahaut ou Mathilde († 1202)
[
5
]

   │  │  │  │     X 
Robert IV
 
comte d'Auvergne
, d'où la suite des comtes d'Auvergne
   │  │  │  │
   │  │  │  ├─>Hugues (1122-1171)
[
4
]
 
le Roux
, seigneur de 
Meursault
, et de 
Navilly
 par sa deuxième femme
   │  │  │  │  X Isabelle de Chalon
   │  │  │  │  X Marguerite de 
Neublans
 dame de Navilly, fille de Gautier (II) de Neublans
   │  │  │  │
   │  │  │  ├─>Robert (1122-1140)
[
4
]
, 
évêque d'Autun

   │  │  │  │
   │  │  │  ├─>Henri (1124-1170)
[
4
]
, 
évêque d'Autun
, seigneur de 
Flavigny
, 
Saulieu
, 
Touillon
, 
Thoisy-l’Évêque
[
13
]

   │  │  │  │
   │  │  │  ├─>Raimond (1125-1156)
[
4
]
, seigneur de 
Grignon
 et, par sa femme, de 
Montpensier

   │  │  │  │  X Alix ou Agnès de Chalon-Thiern (
Thiers
), 
dame de Montpensier
, fille de Guy V de Thiers 
comte de Chalon

   │  │  │  │  │
   │  │  │  │  ├─>Hugues (1147-1156)
   │  │  │  │  │
   │  │  │  │  └─>
Mathilde
 (1150-1192)
   │  │  │  │     X 1) Eudes d'Issoudun
   │  │  │  │     X 2) 
Guy de Nevers
, d'où la suite des comtes de Nevers, Auxerre et Tonnerre (voir plus haut)
   │  │  │  │     X 3) Pierre de Flandre
   │  │  │  │     X 4) 
Robert II de Dreux

   │  │  │  │
   │  │  │  ├─>Gauthier (1120-1180)
[
4
]
, 
archevêque de Besançon

   │  │  │  │  │
   │  │  │  │  ├─>Guillaume
   │  │  │  │  │
   │  │  │  │  └─>Sibylle
   │  │  │  │     X 
Anséric IV de Montréal

   │  │  │  │
   │  │  │  ├─>Sibylle (1126-1150)
[
4
]

   │  │  │  │  X 
Roger II de Sicile
 († 1154)
   │  │  │  │
   │  │  │  ├─>Douce (1128-)
[
4
]

   │  │  │  │  X Raymond de Grancey
   │  │  │  │
   │  │  │  ├─>Arembourge (1132-)
[
4
]
, nonne
   │  │  │  │
   │  │  │  └─>Matilde (1135-)
[
4
]

   │  │  │     X 
Guilhem VII de Montpellier
, d'où la suite de la 
Maison des Guilhem
 de 
Montpellier
, fondue ensuite dans 
   │  │  │       la 
Maison d'Aragon
  
   │  │  └─>Henri (1087-1131)
[
3
]
, moine à 
Citeaux

   │  │
   │  ├─>Robert (1059-1111)
[
2
]
, 
évêque de Langres

   │  │
   │  ├─>Renaud (1065-1092)
[
2
]
, abbé de 
Saint-Pierre
 à 
Flavigny

   │  │
   │  └─>
Henri de Bourgogne, comte de Portugal
 (1066-1112)
   │     X 
Thérèse de León, Comtesse de Portugal

   │     │
   │     └─>
Maison royale de Portugal

   │
   ├1>
Constance
 (1046-1093)
[
2
]

   │  X 1) Hugues II 
comte de Chalon
 († 1078)
   │  X 2) 
Alphonse VI
 
de Castille
 et 
Leon
 (1040-1109) : parents de la reine 
Urraque

   │
   ├1>Robert (1040-1113)
[
2
]

   |
   ├1>Simon (1044-1088)
   │
   └2>
Hildegarde
 (1050-apr.1104)
[
2
]

      X 
Guillaume VIII
 
de Poitiers
 
duc d'Aquitaine
 (1025-1086), d'où la suite des comtes de Poitiers, ducs d'Aquitaine
```

## Possessions
La maison capétienne de Bourgogne tint de nombreux fiefs parmi lesquels :
- Château de Pont-d'Ain, à Pont-d'Ain (1285-1289)